# Samatha
Samatha é um termo usado dentro da meditação budista para designar o aspecto de treinamento que leva à calma e concentração. Dentro da tradição Teravada muitos adotam a dualidade Vipassana/Samatha para ensinamento da pratica meditativa.